# МАЗ-350
МАЗ-350 — белорусский автобус для туристических и междугородних перевозок третьего поколения. Автобус Минского автомобильного завода, выпускающийся с 2024 года. Приемник модели МАЗ-251.
Впервые был показан на прошедшей в Москве международной выставке коммерческого транспорта и технологий «COMvex 2023» в Москве . Премьера модели состоялась в 2023 году на выставке «ИННОПРОМ-2023» . По сравнению со своим предшественником МАЗ-251, первой была представлена модель в трёхосном исполнении. Задняя третья ось - подруливающая. Главное отличие современной модели — использование диверсифицированных комплектующих. Так, в базовом исполнении автобус агрегатируется силовой установкой Weichai и трансмиссией Fast Gear. В автобусе используется до 78% комплектующих из России и Беларуси .
15 декабря 2023 года в Минске состоялась церемония награждения Международной бизнес-премии "Лидер года - 2023". Автобус туристического класса третьего поколения МАЗ-350 стал победителем в номинации "Перспективные решения в пассажирской технике" . ОАО «МАЗ» – управляющая компания холдинга «БЕЛАВТОМАЗ» также награждено дипломом за инновационные конструкторские разработки, уникальность дизайна и передовые технологические решения по программе импортозамещения в производстве туристического автобуса МАЗ-350 .
Первая промышленная партия из десяти автобусов была изготовлена в 2024 году и передана заказчикам из России ,.
Эксплуатация в Беларуси началась 31 декабря 2024 года. 31 декабря хоккейный клуб из Бобруйска — «Динамо-Шинник» получил автобус . 10 января 2025 года автобус получил Транспортный цех ОАО «БЕЛАЗ» . О приобретении ещё двух автобусов заявил «ОАО Пинский автобусный парк», поставка ожидается в течение 2025 года .
Автобус имеет свыше 60-и посадочных мест (61+1+1). Багажный отсек объёмом в 11,1 м.куб; двигатель экологического класса Евро-6 мощностью 400 л.с; объём топливного бака в 590 литров с запасом хода до 2000 километров 

## Разработка
К проекту Минский автомобильный завод приступил в октябре 2013 года. Изначально завод намеревался оснастить модель 6‑цилиндровым рядным мотором Mercedes-Benz OM471LA эко-класса Euro-V и автоматизированной коробкой передач ZF Ecolife 6АР2300B, позднее трансмиссию ZF поменяли на модель GO 250-8 производства Mercedes-Benz, но в таком виде связка и не дошла до конвейера. В конструкцию ходовой части планировалось устанавливать мосты и оси производителя ZF Friedrichshafen AG, но за несколько лет до начала производства в связи с санкционным давлением европейские агрегаты перестали поставляться на конвейер производителя. В связи с этим была произведена диверсификация комплектующих с применением отечественных комплектующих, и установкой силовых агрегатов китайского производства .
В таблице продуктовой линейки производителя с упоминанием 350‑й модели изначально был отмечен 15‑метровый МАЗ-350.056 обозначенный как «турист» с числом мест 65+1+1. Однако на выходе, автобус получил общее количество мест 61+1+1.

## Модификации
| Название    | Модель КПП                    | Модель двигателя | Экостандарт | Годы выпуска | Примечание             |
| ----------- | ----------------------------- | ---------------- | ----------- | ------------ | ---------------------- |
| МАЗ-350.056 | ZF Ecolife 6АР2300B, GO 250-8 | Daimler OM471LA  | Евро-6      | н/д          | Проект модели          |
| МАЗ-350.046 | Allison                       | Weichai WP10HЕ6  | Евро-6      | 2022         | Единственный экземпляр |
| МАЗ-350.047 | Fast Gear                     | Weichai WP10HЕ6  | Евро-6      | с 2024       | > 10 экземпляров       |